# WiiWare
WiiWare — сервіс цифрової дистрибуції, що дозволяє користувачам консолі Nintendo Wii завантажувати спеціально розроблені ігри та програми. Вони можуть бути куплені тільки у Wii Shop Channel. Після покупки вони з'являються у Каналах Wii. Також WiiWare підтримує Virtual Console, що дозволяє купувати ігри, розроблені для інших систем та портовані за допомогою емуляції на новіші консолі.
WiiWare позиціюється як можливість для розробників з невеликим бюджетом випустити інноваційну, оригінальну, невелику гру без витрат та ризиків (також як у Xbox Live Arcade та PlayStation Store). Вартість комплекту розробника становить 2000 доларів США, а самі розробники повинні отримати ліцензію у Nintendo.
Як і у Virtual Console, ігри у WiiWare купуються за Nintendo Points.
4 листопада 2009 року президент Nintendo Сатору Івата заявив, що вони планують розпочати тестування завантажуваних демоверсій ігор. 16 листопада в американському Wii Shop Channel з'явилося п'ять демоверсій ігор які пізніше з'явилися в європейському каналі магазину Wii. З 31 січня 2010 WiiWare підтримує демоверсії ігор.

## Ігри
Сервіс WiiWare був офіційно запущений 25 березня 2008 в Японії, 12 травня 2008 в Північній Америці і 20 травня 2008 в Європі.
10 жовтня 2007 року Nintendo провела пресконференцію, на якій ця компанія оголосила перші ігри, які будуть доступні для покупки на сервісі: My Pokémon Ranch, Dr. Mario Online Rx та Final Fantasy Crystal Chronicles: My Life as a King. На конференції також були анонсовані ігри Family Table Tennis, Mojipittan, Maruboushikaku та Magnetica Twist. Компанія Hudson Soft також анонсувала 3 тайтли на WiiWare: Bomberman Blast, Star Soldier R та Joysound. Пізніше Hudson оголосила, що у розробці перебувають щонайменше 10 ігор. Capcom, Namco, Sega, Taito і Konami також анонсували, а потім випустили ігри для даного сервісу.